# Eccymatoge minor
Eccymatoge minor là một loài bướm đêm trong họ Geometridae.